# Крайні заходи
Крайні заходи (англ. Extraordinary Measures) — драма 2010 року, знята режисером Томом Воном. У головних ролях — Брендан Фрейзер та Гаррісон Форд.

## Сюжет
Реальна історія Джона Кроулі, успішного американця, чий кар'єрний зліт і безхмарне майбутнє.

## Акторський склад
- Брендан Фрейзер
- Гаррісон Форд
- Кері Рассел
- Мередіт Дрегер
- Дієго Веласкес
- Сем Голл
- Джаред Харріс
- Патрік Бошо
- Алан Рак
- Девід Кленнон